# Jeong Yu-rim
Jeong Yu-rim (ur. 9 marca 1998) – południowokoreańska snowboardzistka, srebrna medalistka mistrzostw świata juniorów i brązowa medalistka igrzysk olimpijskich młodzieży.

## Kariera
Po raz pierwszy na arenie międzynarodowej pojawiła się 10 grudnia 2011 roku w Copper Mountain, gdzie w zawodach Nor-Am Cup zajęła 41. miejsce w halfpipe'ie. W 2012 roku wystąpiła na mistrzostwach świata juniorów w Sierra Nevada, zajmując siódme miejsce. Podczas rozgrywanych rok później mistrzostw świata juniorów w Yabuli wywalczyła srebrny medal. Ponadto w 2016 roku zdobyła brązowy medal na igrzyskach olimpijskich młodzieży w Lillehammer.
W zawodach Pucharu Świata zadebiutowała 26 sierpnia 2012 roku w Cardronie, zajmując 26. miejsce. Tym samym już w swoim debiucie wywalczyła pierwsze pucharowe punkty. Nie stawała na podium zawodów pucharowych. Najlepsze wyniki osiągnęła w sezonie 2015/2016, kiedy to zajęła 51. miejsce w klasyfikacji AFU, a w klasyfikacji halfpipe’a była dwudziesta. W 2017 roku zajęła 26. miejsce podczas mistrzostw świata w Sierra Nevada.

## Osiągnięcia

### Mistrzostwa świata
| Miejsce | Dzień    | Rok  | Miejscowość   | Konkurencja | Zwyciężczyni |
| ------- | -------- | ---- | ------------- | ----------- | ------------ |
| 26.     | 11 marca | 2017 | Sierra Nevada | Half-pipe   | Cai Xuetong  |

### Puchar Świata

#### Miejsca w klasyfikacji generalnej AFU
- - AFU[2]
- sezon 2012/2013: 96.
- sezon 2013/2014: 108.
- sezon 2015/2016: 51.
- sezon 2016/2017: 76.

#### Miejsca na podium w zawodach
Jeong nie stawała na podium zawodów PŚ.